# 伊宗
伊宗（法語：Izon，法語發音：[izɔ̃]）是法国吉伦特省的一个市镇，属于利布尔讷区。

## 地理
伊宗（44°55'13"N, 0°21'43"W）面积15.59 平方千米，位于法国新阿基坦大区吉倫特省，该省份为法国西南部沿海省份，是法國本土面积最大的省，北起滨海夏朗德省，西临大西洋，南至朗德省，东南接洛特-加龍省，东临多爾多涅省。
与伊宗接壤的市镇（或旧市镇、城区）包括：圣日耳曼-德拉里维耶尔、吕贡和利勒迪卡尔奈、拉里维耶尔、圣卢贝斯、圣米歇尔-德弗龙萨克、圣叙尔皮斯和卡梅拉克、韦尔。

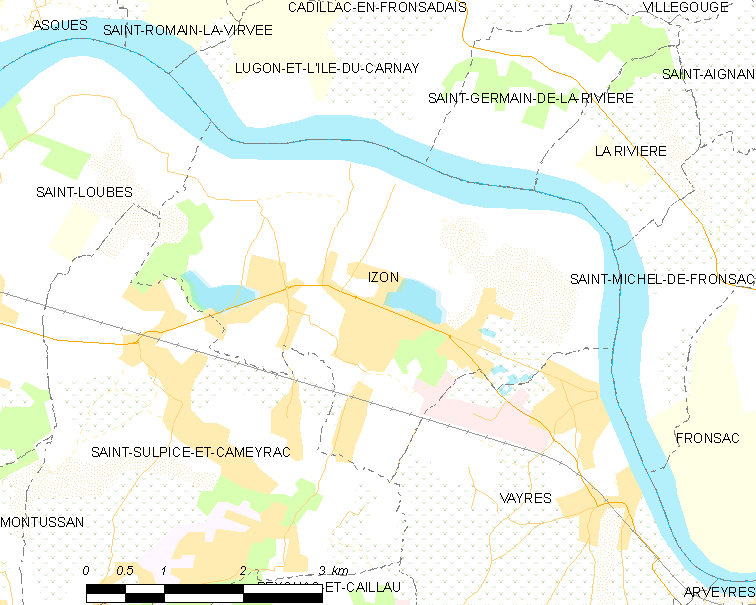
伊宗的OSM定位图

伊宗的时区为UTC+01:00、UTC+02:00（夏令时）。

## 行政
伊宗的邮政编码为33450，INSEE市镇编码为33207。

## 政治
伊宗所属的省级选区为勒利布尔奈-弗龙萨代县。

## 人口

1962-2008年间伊宗人口变化图示

伊宗于2022年1月1日时的人口数量为6347人。